# Santa María (Isabela)
Santa María (Bayan ng Santa Maria) es un municipio filipino de cuarta categoría perteneciente a  la provincia de La Isabela en la Región Administrativa de Valle del Cagayán, también denominada Región II.

## Geografía
Tiene una extensión superficial de 140.00 km² y según el censo del 2007, contaba con una población de 20.695  habitantes y 3.280 hogares; 22.939 habitantes el día primero de mayo de 2010
Son municipios vecinos  Rizal en la provincia de Kalinga;  Enrile en la provincia de Cagayán; San Pablo y Cabagán.

### Barangayes
Santa María, desde un punto de vista administrativo, se divide en 20 barangayes o barrios, 19 de carácter rural y solamente la uno urbano, la cabecera.
| - Bangad - Buenavista - Calamagui del Norte - Calamagui del Este - Calamagui del Oeste - Divisoria - Lingaling - Mozzozzin Sur - Mozzozzin North - Naganacan | - Población 1 - Población 2 - Población 3 - Quinagabian - San Antonio - San Isidro del Este - San Isidro del Oeste - San Rafael del Oeste - San Rafael del Este - Villabuena |